# Río Paraguá (Venezuela)
Ne doit pas être confondu avec le río Paraguá de Bolivie.
Le río Paraguá est une rivière du Venezuela et un affluent du Caroni, donc un sous-affluent de l'Orénoque. 

## Géographie
Il descend du versant septentrional de la sierra Pacaruina, près de la frontière du Brésil, coule vers le nord à travers l'État de Bolívar et se joint au Caroni, en face de San Pedro de las Bocas, dans la municipalité de La Paragua, après un cours de 580 kilomètres[réf. nécessaire]. 
La confluence a lieu dans le lac Guri du barrage de Guri, à 197 m d'altitude.
Sa navigation n'est pas possible à cause de ses nombreux rapides et chutes d'eau. 

## Hydrologie
Son régime hydrologique est dit pluvial équatorial.